# Коп, Матс
Матс Ю́хан Э́рссон Коп (швед. Mats Johan Ersson Caap; род. 23 октября 1957, Норрчёпинг, Эстергётланд) — шведский яхтсмен, участник летних Олимпийских игр 1988 года в соревнованиях в классе «Финн».

## Спортивная биография
Самым крупным достижением в карьере Матса Копа стала победа на чемпионате мира в классе OK Dinghy.
В 1988 году Матс Коп дебютировал на летних Олимпийских играх. Шведский спортсмен принял участие в соревнованиях в классе Финн. Всего в рамках турнира было проведено 7 гонок. Наилучшим результатом Копа стало 10-е место, занятое в первой гонке. По итогам соревнований Матс набрал 122 очка и занял 16-е место.
В настоящее время Коп продолжает спортивную карьеру, выступая на чемпионатах мира в классе OK Dinghy. На последнем чемпионате мира, который проходил в датском городе Валленсбек, Матс занял 19-е место.